# Žigljen
 Ovo je glavno značenje pojma Žigljen. Za hrid na ulazu u ovaj zaljev pogledajte Žigljen (hrid).
Žigljen je trajektna luka na istočnoj obali otoka Paga, u istoimenom zaljevu. U zaljevu je poluotok s lukobranom. Tu se nalazi trajektna luka gdje pristaju trajekti iz Prizne. Oni mogu pristati na obje strane gata, koji ima svjetionik koji može osvjetliti put do 3 nautičke milje. Osim trajektom, Žigljen je povezan i cestom s 8 km udaljenom Novaljom.
Žigljen ima novu trajektnu luku, koja je zamijenila staru luku u Staroj Novalji. U žigljensku luku pristaju trajekti osim kada puše jaka bura.